# Rimma Fjodorowna Kasakowa
Rimma Fjodorowna Kasakowa, geboren Remo Fjodorowna Kasakowa, (russisch Римма Фёдоровна Казакова (ур. Рэмо Фёдоровна Казакова); * 27. Januar 1932 in Sewastopol; † 19. Mai 2008 im Dorf Judino, Rajon Odinzowo) war eine sowjetische bzw. russische Lyrikerin, Übersetzerin und Liedermacherin.

## Leben
Kasakowas Eltern waren der Militärangehörige Fjodor Lasarewitsch Kasakow (1899–1967) und die Sekretärin Sofja Alexandrowna Schulman (1905–1987), die für die Tochter den Vornamen Remo entsprechend Rewoljuzija, Elektrifikazija, Mirowoi Oktjabr wählten. Mit 20 Jahren änderte Kasakowa ihren Vornamen in Rimma.
Kasakowa wuchs in der Weißrussischen Sozialistischen Sowjetrepublik auf und besuchte dann die Schule in Leningrad. Nach Beginn des Deutsch-Sowjetischen Kriegs und der Leningrader Blockade wurde sie mit ihrer Mutter mit der 2. Leningrader Infanterieschule nach Glasow in der Udmurtischen Autonomen Sozialistischen Sowjetrepublik evakuiert.
Nach dem Krieg studierte Kasakowa an der Universität Leningrad in der Historischen Fakultät mit Abschluss 1954. Darauf lebte und arbeitete sie sieben Jahre lang in Chabarowsk als Lektorin und Übersetzerin für eine Zeitung und ein Filmstudio.
Kasakowas erste Gedichte wurden 1955 veröffentlicht, und 1958 erschien ihr erster Gedichtband. Die Aufnahme in den Schriftstellerverband der UdSSR erfolgte 1959. Sie beteiligte sich 1962 an den Dichterabend-Episoden in Marlen Chuzijews Film Mne dwadzat let (Ich bin zwanzig Jahre alt). Das Studium in den Höheren Literarischen Kursen des Schriftstellerverbands schloss sie 1964 ab.
Wiktor Jerofejew beschuldigte 1990 in einem Artikel in der Zeitschrift Ogonjok Kasakowa, sich 1979 an der Kampagne gegen den Samisdat-Literaturalmanach Metropol beteiligt und im Übrigen nur unliterarischen Müll produziert zu haben, was sie in ihrer Antwort im Knischnoje obosrenije (Buchrundschau) zurückwies und klarstellte.
Kasakowa veröffentlichte nicht nur zahlreiche Gedichtbände, sondern übersetzte auch Gedichte aus Sprachen naher und ferner Länder. Bekannt wurde sie mit ihren populären Liedtexten, die Igor Krutoi und Alexandra Pachmutowa u. a. vertonten. Wladislaw Agafonnikow schuf 1982 sechs Chordichtungen auf Verse Kasakowas. Wolfgang Kasack schätzte ihre bilderreiche philosophische Lyrik ohne Pathos und Propaganda.

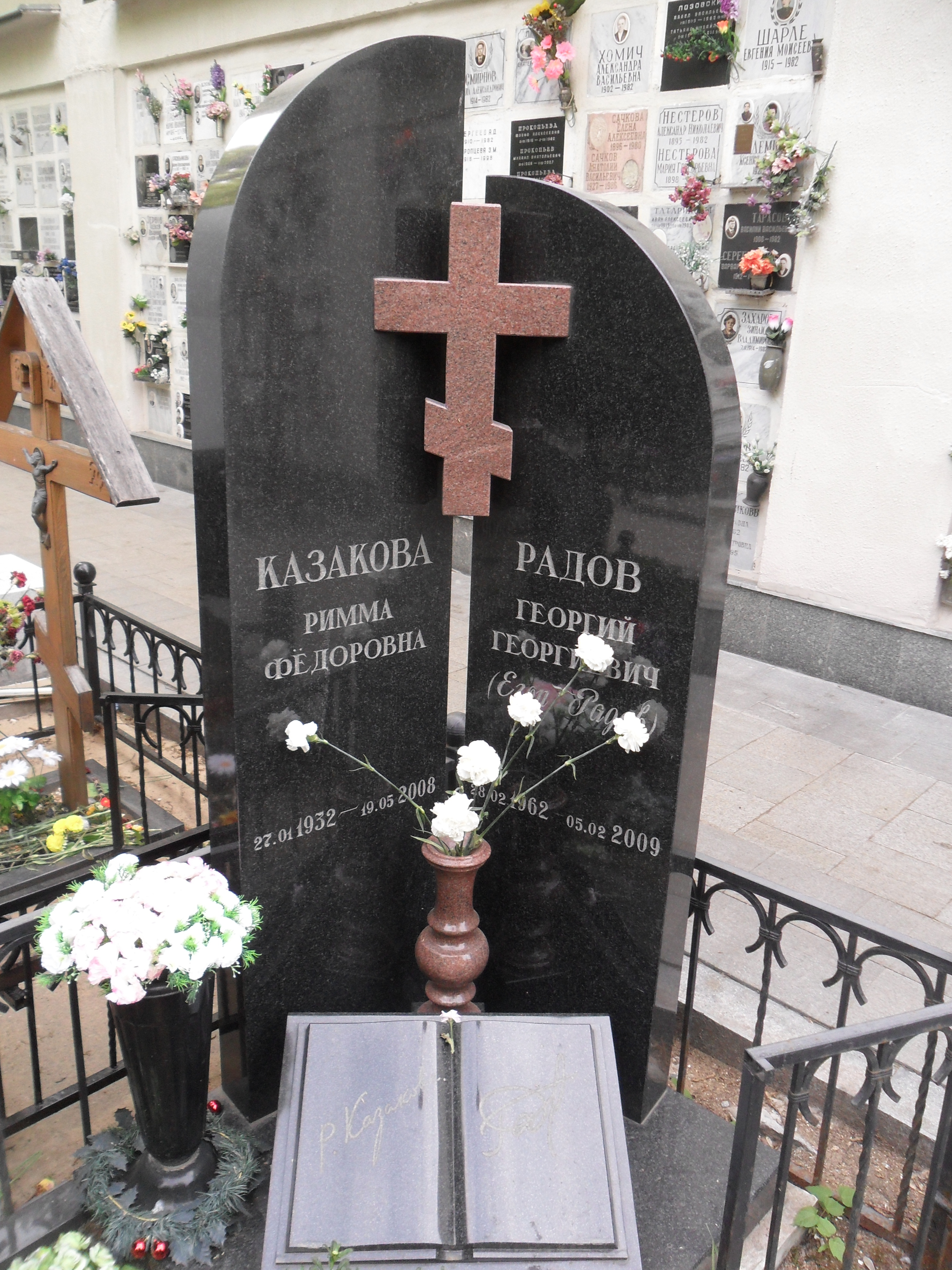
Kasakowas Grab auf dem Wagankowoer Friedhof

Von 1976 bis 1981 war Kasakowa Sekretärin der Geschäftsführung des Schriftstellerverbands. 1977 wurde sie Mitglied der KPdSU. Nach dem Zerfall der Sowjetunion war sie liberale Bürgeraktivistin. Während der Russischen Verfassungskrise 1993 gehörte Kasakowa zu den 42 Verfassern des Briefes der 42  an die Regierung und den Präsidenten gegen Putschismus für Demokratie. Sie arbeitete in der internationalen russisch-orthodoxen Bewegung Jedinstwo (Einheit) des früheren Chabarowsker Kriminellen Wladimir Petrowitsch Podatew mit, die einige ihrer Bücher sponserte. 1999 wurde sie zur ersten Sekretärin des Moskauer Schriftstellerverbands gewählt. Im April 2000 unterschrieb sie mit 20 anderen Kulturschaffenden den Brief zur Unterstützung der Politik des neugewählten Präsidenten Putin in Tschetschenien.
Kasakowa war in 1. Ehe mit dem Schriftsteller Georgi Georgijewitsch Radow verheiratet und hatte den Sohn Jegor Radow (1962–2009, Schriftsteller) und die Schwiegertochter (bis 1986) Anna Gerassimowa (* 1961, Lyrikerin, Sängerin und Führerin der Rockband Umka i Bronewik). In 2. Ehe war Kasakowa mit dem Zahnarzt Waleri Igorewitsch Sajew verheiratet.
Kasakowa starb am 19. Mai 2008 im Sanatorium des Dorfes Judino und wurde am 22. Mai in Moskau auf dem Wagankowoer Friedhof bestattet.
Der 2008 gestiftete Rimma-Kasakowa-Preis für junge Lyriker unter 35 Jahren wurde erstmals 2009 der Lyrikerin Natalja Poljakowa verliehen. Ein Platz in Moskau trägt Kasakowas Namen.

## Ehrungen, Preise
- Jubiläumsmedaille „Zum Gedenken an den 100. Geburtstag von Wladimir Iljitsch Lenin“ (1970)
- Orden der Völkerfreundschaft (1980)[16]
- Orden der Heiligen Kyrill und Methodius I. Klasse (1981)
- Verdiente Kulturarbeiterin Usbekistans und Karakalpakiens (1981)
- S. Borodin-Preis des Schriftstellerverbands Usbekistans (1981)
- Literaturpreis Goldenes Kalb der Literaturzeitung (1981)
- Orden des Roten Banners der Arbeit (1984)
- Verdienstorden für das Vaterland IV. Klasse (2007)